# Heinz Fütterer
Heinz Fütterer   (Elchesheim-Illingen, 14 d'octubre de 1931 - Elchesheim-Illingen, 10 de febrer de 2019) va ser un atleta alemany, especialista en curses de velocitat, que va competir durant la dècada de 1950. Era conegut amb el sobrenom de "weißer Blitz", el "llamp blanc".
Es va classificar als Jocs Olímpics de 1952 a Hèlsinki, però una lesió muscular va impedir-ne la seva participació.
El 1956 va prendre part en els Jocs Olímpics de Melbourne, on disputà dues proves del programa d'atletisme. Guanyà la medalla de bronze en els 4x100 metres relleus, rere l'equip estatunidenc i soviètic. Formà equip amb Manfred Germar, Lothar Knörzer i Leonhard Pohl. En els 100 metres quedà eliminat en sèries.
En el seu palmarès destaquen tres medalles d'or al Campionat d'Europa d'atletisme, dues el 1954, en els 100 i 200 metres, i una el 1958, en el 4x100 metres. El 1954 igualà el rècord del món dels 100 metres que havia establert Jesse Owens amb 10.2". Aquell mateix any millorà dues vegades el rècord d'Europa dels 200 metres i fou escollit millor esportista alemany de l'any. El febrer de 1955 millorà el rècord del món dels 60 metres.
També guanyà sis campionats nacionals: quatre en els 100 metres, 1951, 1953, 1954 i 1955, dos en els 200 metres, el 1953 i 1954 i un en el salt de llargada, el 1949.

## Millors marques
- 60 metres. 6.5" (1955)
- 100 metres. 10.2" (1953)
- 200 metres. 20.8" (1953)[2][7]